# Филиппов, Александр Гаврилович
Александр Гаврилович Филиппов (1914—1990) — советский журналист, государственный и политический деятель.

## Биография
Родился 18 ноября 1914 года в с. Красный Кут Саратовской губернии. Член ВКП(б) с 1940 года. В конце 1930-х гг. учился в Литературном институте им. Горького. Окончил Высшую партийную школу при ЦК ВКП(б) (1943, заочно).
Трудовая деятельность:
- 1929—1930 учитель начальной школы с. Бартеневка Саратовской области, заведующий избой-читальней
- 1930—1931 литсотрудник, ответственный секретарь газеты, Иванкеевский район Саратовского края
- 1931—1935 секретарь редакции, зав. отделом журнала «Низовая печать»
- 1935—1941 литсотрудник, зав. отделом, ответственный секретарь газеты «Сталинградская правда»
- 1941—1952 ответственный редактор газеты «Сталинградская правда»
- 1952—1953 начальник Сталинградского областного отдела по делам искусств
- 1953—1955 начальник управления культуры Сталинградского облисполкома
- 1955—1958 начальник Главного управления кинофикации и кинопроката Министерства культуры РСФСР
- 1958 — июль 1963 1-й заместитель министра культуры РСФСР
- 03.07.1963 — 10.01.1985 председатель Государственного комитета СМ — Комитета при СМ — Государственного комитета СМ РСФСР — РСФСР по кинематографии.

Период его руководства Госкино РСФСР — расцвет российского киноискусства.
Избирался депутатом Верховного Совета РСФСР 7-го, 8-го, 9-го, 10-го созывов. Делегат XXIV, XXV и XXVI съездов КПСС.
После 1985 года — персональный пенсионер союзного значения.
Умер 15 июня 1990 года.